# Copicucullia antipoda
Copicucullia antipoda là một loài bướm đêm trong họ Noctuidae.